# Publicii
Légende :
♦Patricien, ♦Plébéien, ♦Consulaire, ♦Sénatorial, ♦Équestre
Gens et Liste des gentes romaines
Les Publicii sont les membres de la gens Publicia, aussi connue sous les formes archaïques de Poblicia, Pobulicia, Poplicia, Populicia. Ils formaient une famille plébéienne de la Rome antique. À l'exception de leur ancêtre légendaire, les membres de cette gens apparaissent pour la première fois dans la documentation historique au cours de la première guerre punique. C'est de cette époque et des décennies qui suivent que date le seul consulat attesté pour cette famille, celui de Marcus Publicius Malleolus en 232 av. J.-C. ; par la suite, les Publicii s'illustrent principalement par des fonctions militaires subalternes (tribunat militaire, préture) et surtout des fonctions financières de magistrats monétaires et de questeurs hors d'Italie.

## Origines

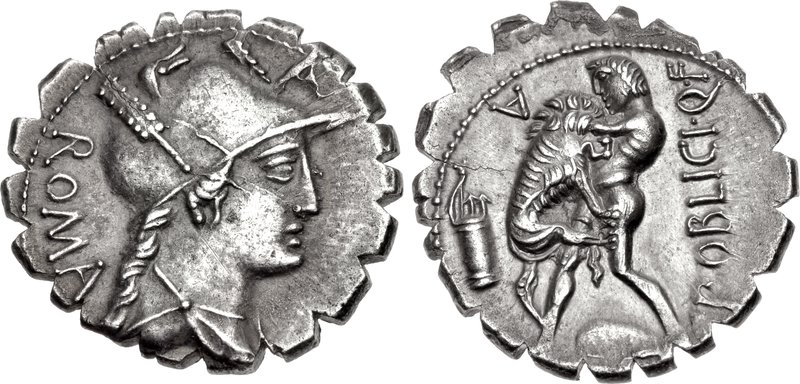
Denier d'argent de Caius Publicius, vers 80 av. J.-C. ; le droit représente une tête casquée de Rome tournée vers la droite. Le revers dépeint Héraklès terrassant le lion de Némée, pouvant être une allusion au Temple d'Hercule de Cori construit à cette époque.

Le nomen Publicius fait partie des noms portant le suffixe -icus. Étymologiquement, il dérive de l'adjectif publicus, mot latin signifiant « du peuple » ou « au peuple ». Bien que cette famille ne soit pas mentionnée dans l'histoire de Rome avant le IIIe siècle av. J.-C., les Publicii prétendaient être issus d'une figure légendaire de l'époque royale, Ancus Publicius, général de la ligue latine venant de Cori. Ce dernier aurait mené, conjointement avec Spurius Vecilius de Lavinium une guerre contre Rome au cours du règne de Tullus Hostilius, troisième roi de Rome. Ce dernier revendiquait la domination de Rome sur les cités du Latium à la suite de la destruction d'Albe la Longue.

## Praenominaconnus
À l'exception du fondateur légendaire de cette famille, Ancus, les principaux prénoms connus pour la gens Publicia sont Lucius, Gaius / Caius, Marcus, Quintus et Cnaeus, soit les plus courants du répertoire de l'onomastique latine dans l'Antiquité.

## Branches etcognominaattestés
Les Publicii sont connus pour deux branches, ou stirpes, principales : Malleolus et Bibulus. Toutes deux sont contemporaines de l'époque médio-républicaine. Le surnom Malleolus est un diminutif du latin malleus, signifiant marteau, utilisé comme emblème sur les monnaies frappées par les magistrats de cette famille,. Les Publicii Malleoli connaissent leur apogée entre le milieu du IIIe siècle av. J.-C., au cours des deux premières guerres puniques, et le début du dernier siècle avant notre ère. Le surnom bibulus signifie quant à lui poivrot, ou soiffard et désignait quelqu'un qui avait coutume de boire de l'alcool. Les membres de cette branche sont connus à partir de la deuxième guerre punique. On retrouve d'autres surnoms plus ponctuels pour cette gens à l'époque impériale.

## Membres

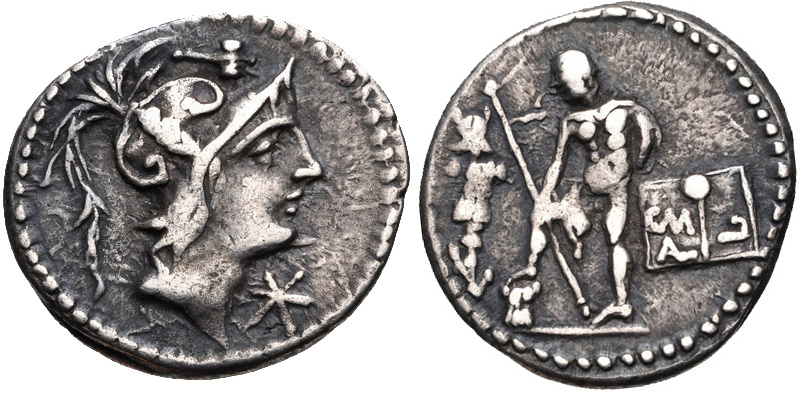
Denier de Gaius Publicius Malleolus, fin des années 190 av. J.-C. ; le droit représente une tête casquée de Mars vers la droite, avec un marteau au-dessus de la tête. Le revers représente un guerrier nu, à droite d'un trophée d'armes et portant une lance. À droite du revers, un bulletin de vote portant le nom de C. Malleolus.

### Publiciiprécoces ou légendaires
- Ancus Publicius de Cori, général de la ligue latine[4].

### Publicii Malleoli
- Lucius Publicius Malleolus, grand-père de Lucius et Marcus Publicius Malleolus, tous deux édiles curules en 241 av. J.-C.[8].
- Lucius Publicius L. f. Malleolus, fils du précédent et père des frères qui suivent[8].
- Lucius Publicius L. f. L. n. Malleolus, édile curule avec son frère, Marcus, en 241 av. J.-C. ; ils utilisèrent les amendes données aux contrevenants des lois agraires pour financer de nombreux travaux publics, notamment le Clivus Publicius, une route qui permettait l'ascension de la colline de l'Aventin, et le temple de Flora. Ils instaurèrent également la fête des Floralia[9],[10],[11],[12],[8].
- Marcus Publicius Malleolus, édile avec son frère, Lucius, en 241 av. J.-C. et consul en 232 av. J.-C., année au cours de laquelle il dirige la guerre contre les Sardes. Lors des fouilles archéologiques du lieu de la bataille des îles Egates furent découverts des rostres de bronze portant des noms de magistrats, l'un d'entre eux comportant les noms d'un Marcus Poplicius et d'un collègue, Caius Papirius Maso, qui s'avère être le consul de 231 av. J.-C. vainqueur des Corses à la bataille navale de la Mortella, montrant une réelle similarité entre les carrières militaires et politiques des deux hommes[13],[8]. L'inscription, transcrite « C•PAPERIO•T•F• M•POPULICIO•L•F•Q•P » désigne « Caius Papirius fils de Tiberius et Marcus Publicius fils de Lucius alors questeurs ont financé ce rostre et le certifient conforme ».
- Marcus Publicius Malleolus, M. f., fils du précédent, attesté par une inscription dédicatoire à Esculape, découverte à Rome, datée entre 225 et 200 av. J.-C.[14]
- Gaius Publicius Gaius C. f. Malleolus, magistrat monétaire chargé de la fondation de Narbo Martius en 118 av. J.-C.[15],[16].
- Publicius Malleolus, célèbre pour être le premier Romain accusé et jugé pour matricide en 101 av. J.-C., acte pour lequel il fut condamné à être cousu à un sac et jeté dans la mer[17],[18],[a 1].
- Gaius Publicius C. f. C. n. Malleolus, triumvir monetalis à la fin des années 90 av. J.-C. et questeur en 80 attaché au service du proconsul de Cilicie, Cnaeus Cornelius Dolabella. Il se rend coupable de prévarication et de concussion à l'encontre des locaux. Après s'être considérablement enrichi, il meurt douteusement sur place, et est remplacé par Verrès, que Cicéron accuse du meurtre (probablement par artifice rhétorique)[a 2],[19],[6].

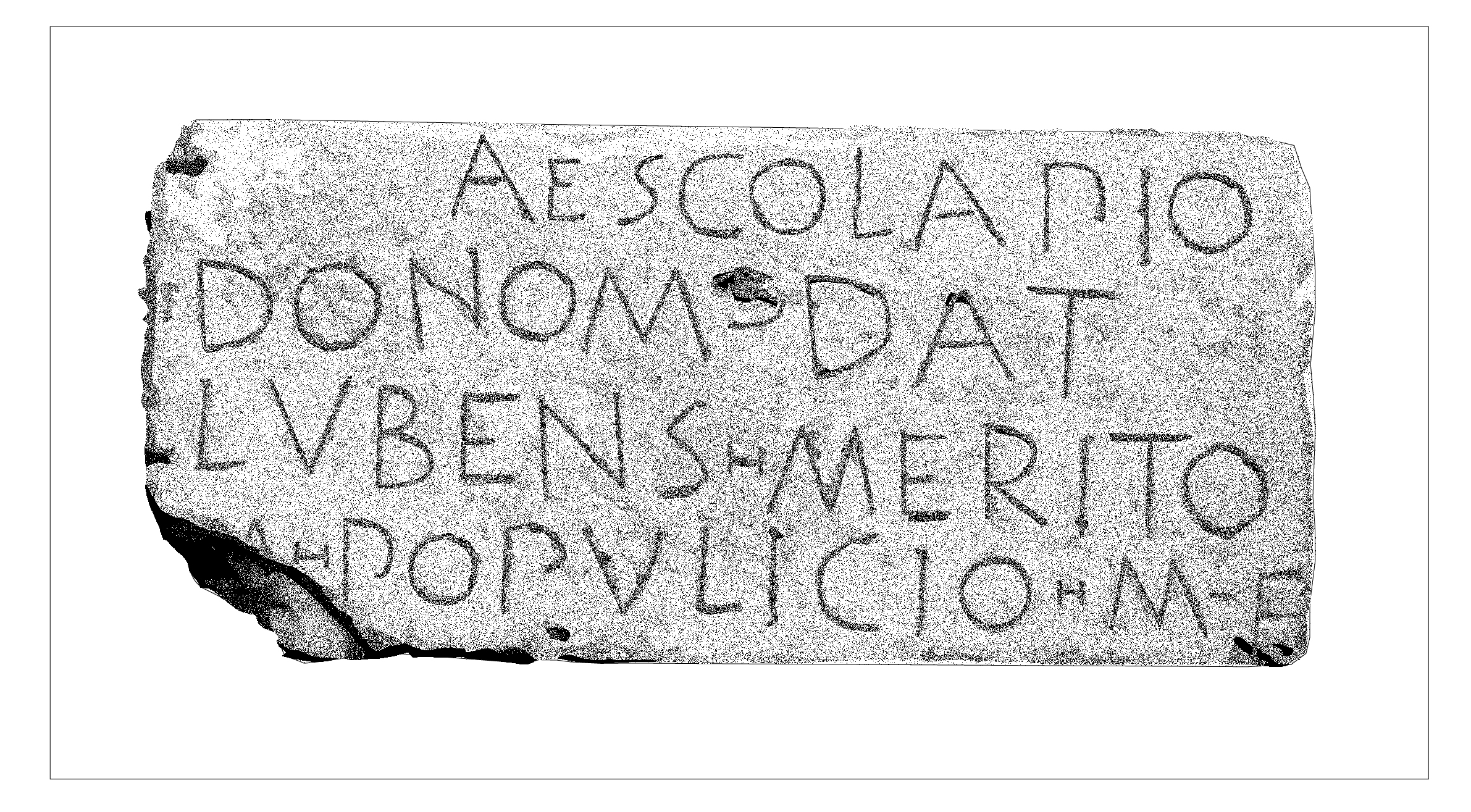
Inscription latine de la fin du IIIe siècle av. J.-C., mentionnant une offrande faite par Marcus Populicius / Publicius, fils de Marcus, à la divinité Esculape, acquittée en remerciement pour un vœu effectué.

### Publicii Bibuli
- Lucius Publicius Bibulus, tribun militaire de la deuxième légion en 216 av. J.-C., au début de la deuxième guerre punique[a 3],[20].
- Gaius Publicius Bibulus, tribun de la plèbe en 209 av. J.-C., opposant de Marcus Claudius Marcellus, à qui il réussit à faire retirer son imperium (il est cependant réélu consul l'année suivante). Il s'agit probablement du même Publicius qui fit passer la lex Publicia de cereis, libérant les pauvres de l'obligation de fournir à leur patron des bougies de cire lors de la fête des Saturnales[a 4],[a 5],[21].

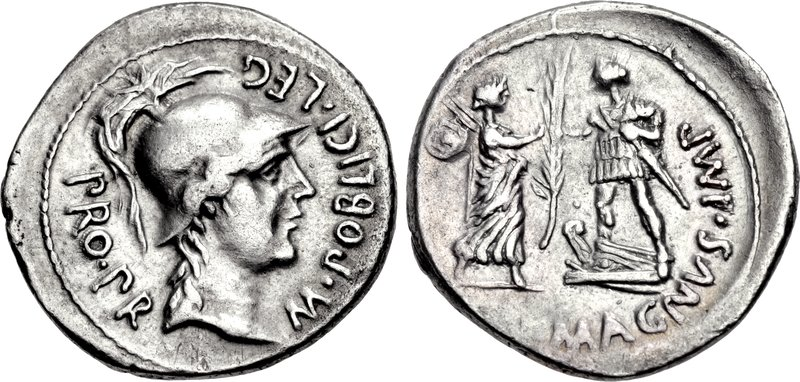
Denier de Marcus Publicius, 46-45 av. J.-C. ; le droit représente une tête de Rome casquée regardant vers la droite. Le revers montre l'Hispanie personnifiée donnant une branche de palmier - emblème de victoire - à un soldat debout sur un rostre de navire. Il s'agit d'une allégorie de l'arrivée des soldats de Pompée en Espagne après la défaite de Thapsus.

### AutresPubliciiconnus
- Gaius Publicius, mentionné par Caton l'Ancien et par Cicéron, il pourrait s'agir, selon Glandorp, du même Gaius Publicius que le tribun de 209[a 6].
- Lucius Publicius, marchand d'esclave, ami de Sextus Naevius, que Cicéron mentionne en 81 av. J.-C.[a 7].
- Marcus Publicius M. f. Scaeva, sénateur en 73 av. J.-C.[22],[23].
- Publicius, devin mentionné par Cicéron[a 8].
- Publicius, chevalier reconnu coupable de brigue électorale illégale et d'ambition vers 70 av. J.-C.[a 9].
- Publicia, jeune fille devenue Flaminica Martialis en 69 av. J.-C. lorsque son mari, Lucius Cornelius Lentulus Niger est inauguré comme Flamine de Mars[24].
- Quintus Publicius Q. f., préteur vers 67 av. J.-C., préside le procès de Decimus Matrinius que Cicéron défend[a 10],[25].
- Gaius Publicius Q. f., triumvir monetalis en 80 av. J.-C., probablement le frère du précédent[26].
- Quintus Publicius Q. f. Q. n., sénateur inhumé à Vérone et dont la stèle funéraire inscrite a été retrouvée. Il fut légat avec rang de propréteur d'une province inconnue[27].
- Publicius Gellius, juriste, élève de Servius Sulpicius Rufus, pouvant possiblement être identifié à Quintus Publicius, le préteur de 67[a 11],[28].
- Publicius, membre de la Conjuration de Catilina[a 12].
- Marcus Publicius, légat avec rang de propréteur en Espagne sous Pompée le Jeune entre 46 et 45 av. J.-C., qui fit battre monnaie avant la bataille de Munda[29].
- Gnaeus Publicius Menander, affranchi mentionné par Cicéron dans un de ses discours (Pro Balbo)[a 13].
- Gnaeus Publicius Regulus, duumvir quinquennal de Corinthe entre 50 et 51 de notre ère. Il fait battre une série de monnaies de bronze à son nom au cours de sa magistrature[30].
- Publicius Certus, connu pour avoir dénoncé Helvidius Priscus au cours du règne de Domitien, menant à l'exécution de ce dernier. Il est fait préfet du trésor, et se voit promettre le consulat avant d'être accusé par Pline le Jeune peu après la mort de l'empereur. Il fut dégradé de son rang et meurt peu après[a 14].

### Sources antiques
- Cicéron, De Divinatione, De Oratore, In Catilinam, Pro Balbo, Pro Cluentio, Pro Quinctio, Rhetorica ad Herennium
- Varron, De Lingua Latina
- Denys d'Halicarnasse, Antiquités Romaines
- Tite-Live, Histoire de Rome depuis sa fondation
- Ovide, Fastes
- Velleius Paterculus, Histoire Romaine
- Asconius, Commentarius in Oratorio Ciceronis in Verrem
- Pline le Jeune, Lettres
- Tacites, Annales
- Dion Cassius, Histoire Romaine
- Festus, Breviarum Rerum Gestarum Populi Romani
- Histoire Auguste
- Orose, Historiarum Adversum Paganos
- Macrobe, Saturnalia
- Justinien, Digeste
- Jean Zonaras, Epitome Historiarum

### Historiens modernes
- Johann Glandorp, Onomasticon Historiae Romanae, André Wechel son Fils, Francfort (1589).
- Dictionary of Greek and Roman Biography and Mythology, William Smith, ed., Little, Brown and Company, Boston (1849).
- Wilhelm Dittenberger, Sylloge Inscriptionum Graecarum (Collection of Greek Inscriptions, abbreviated SIG), Leipzig (1883).
- George Davis Chase, "The Origin of Roman Praenomina", in Harvard Studies in Classical Philology, vol. VIII (1897).
- Harold Mattingly, "Some Historical Coins of the Late Republic", The Journal of Roman Studies, vol. 12 (1922), p. 230-239.
- T. Robert S. Broughton, The Magistrates of the Roman Republic, American Philological Association (1952).
- T. P. Wiseman, "Two More Senators", in Classical Quarterly, vol. 15, No. 1 (Mai, 1965), p. 158-160.
- Michael Crawford, Roman Republican Coinage, Cambridge University Press (1974, 2001).
- Michel Amandry, Le monnayage des duovirs corinthiens, Paris (1988).
- John C. Traupman, The New College Latin & English Dictionary, Bantam Books, New York (1995).